# Francisco Ruiz Forner
Francisco Ruiz Forner (Museros, anys 30 - anys 2010) va ser pilotaire valencià, que junt a Ferreret i Xato de Museros va formar un trio ben potent durant la dècada de 1950. Va ser campió del Campionat Nacional d'Escala i Corda en diverses ocasions.